# Время (альбом)
«Время» — магнитофонный альбом «DDT», «четвёртый номерной» по официальной дискографии группы. Записан в Москве в ноябре 1985 года.
Включён в сводку «100 магнитоальбомов советского рока» журналиста Александра Кушнира.

## История создания
Альбом писался в Москве, сначала — в студии в одном из ДК в районе Преображенки, затем дописывался в девятиэтажке возле станции метро «Пражская», на квартире Валентина Щербины (тогдашний звукооператор группы «ДК») в условиях глубочайшего подполья (предварительные договорённости с московскими студиями не дали результата). Запись велась на четырёхдорожечный Akai. Сведение проходило на подпольной студии-квартире Игоря Васильева, поскольку Щербина в связи с этим был арестован и вскоре эмигрировал в США.
Это последний альбом ДДТ с уфимскими музыкантами: Владимиром Сигачёвым, Ниязом Абдюшевым, Сергеем Рудым. Лидер-гитариста отыскать не удалось, но в записи приняли участие саксофонист Сергей Летов и скрипач Сергей Рыженко. Большинство незнакомых песен разучивались Летовым и Рыженко прямо на месте. Аренда барабанной установки стоила больших денег; Владимир Кузнецов предоставил группе электронные барабаны Yamaha RX-11 (в СССР на тот момент — диковинка), хотя первое время музыкантам было тяжело работать под механический ритм.
Произошёл конфликт интересов с местными звукооператорами, не принимавшими в расчёт мнение самих музыкантов. По словам Сергея Рудого, «приходилось постоянно преодолевать сопротивление этих людей, привыкших работать с эстрадными или полублатными группами, чтобы записать не какой-нибудь шелест, а полноценный рок-звук». Узнав, что на студии записывается Шевчук, операторы какое-то время даже не хотели отдавать фонограммы; запись удалось отстоять чудом. Требовавшие перезаписи вокальные партии и финальные наложения доделывали уже на квартире. «Ни шагу назад» записывалась предпоследней, к этому моменту Шевчук практически сорвал голос и вокал записывался при участии Рыженко; под утро был разыгран и записан пролог и церковный «псалм».
Шевчук характеризует альбом Время как «светлый» и «хороший во всех отношениях». На фоне «нововолнового» ритма звучат классические клавишные, джазовые риффы саксофона и непривычно экономичная гитара. По мнению Андрея Бурлаки, «Время» обозначило новый этап в художественной эволюции «ДДТ». Тексты песен стали ещё более ядовитыми, хлёсткими и бескомпромиссными («Поэт», «Дохлая собака», «Мажоры»). Звучащая в прологе фраза «Иван Иваныч умер!» являла собой «приговор тому дебилизму, который давил на нашу страну семьдесят с лишним лет».
Материал позже репетировали и исполняли музыканты ленинградского состава ДДТ. По воспоминанию Вадима Курылёва, «Мне дали два альбома — „Периферия“ и „Время“; „Периферия“ мне не понравилась, а „Время“ понравилось. Я прослушал первую сторону кассеты и расстроился, а послушал вторую — ничего… Это был 1986 год».

## Детали издания
Оригинал считался утерянным, был найден в архивах Валентина Щербины. Запись восстановлена звукооператором Владимиром Кузнецовым. Позже издавался на компакт-дисках и магнитофонных кассетах.
Обложка оформлена художником Владимиром Дворником. Издание «Квадро-Диск» 1999 года имеет светло-серый цвет.

## Список композиций
Автор слов и музыки — Юрий Шевчук (кроме № 2):
Сторона А
1. Иван Иванович умер — 1:20
2. Псалм (12 век) (музыка Владимира Сигачёва, стихи неизвестного автора) — 1:27
3. Поэт — 4:47
4. Дохлая собака — 4:08
5. Дом — 3:53
6. Монолог в ванной — 4:57

Сторона Б
1. Мажоры — 5:47
2. Время — 5:34
3. Дорожная — 6:05
4. Ни шагу назад — 5:32

Бонус CD-издания 2001 года
1. Москва-жара (акустическая запись, г. Москва, 1985 г.) — 4:42

## Участники записи
- Юрий Шевчук — вокал, гитара
- Владимир Сигачёв — клавишные, вокал
- Нияз Абдюшев — бас-гитара
- Сергей Летов — саксофон, флейта
- Сергей Рыженко — скрипка, вокал
- Сергей Рудой — драм-машина Yamaha RX-11
- Эльмира Шевчук — женский голос (трек № 1)